# Vild med dans (sæson 8)
Den ottende sæson af Vild med dans begyndte at blive sendt den fra 9. september 2011 og  til den 25. november 2011, hvor finalen fandt sted.
Claus Elming og Christiane Schaumburg-Müller var for anden gang værter. 
Anne Laxholm, Jens Werner og Britt Bendixen vendte tilbage til dommerpanelet for ottende gang i træk. Allan Tornsberg blev erstattet af balletmester Nikolaj Hübbe, som dommer. 
Modsat de tidligere sæsoner var der denne gang tolv par og ikke kun ti. De tolv par blev offentliggjort fredag den 12. august 2011.

## Par
| Kendt                    | Profession                | Danser            | Status     |
| ------------------------ | ------------------------- | ----------------- | ---------- |
| Eva Nabe Poulsen         | Vært                      | Anders Jacobson   | Ude        |
| Thomas Voss              | Skuespiller               | Julie Westergaard | Ude        |
| Al Agami                 | Rapper                    | Tine Dahl         | Ude        |
| Hella Joof               | Skuespiller og instruktør | Tobias Karlsson   | Ude        |
| Pia Allerslev            | Politiker                 | Michael Olesen    | Ude        |
| Ole Kibsgaard            | Musiker                   | Karina Frimodt    | Ude        |
| Kaya Brüel               | Sangerinde og skuespiller | Steen Lund        | Ude        |
| Anne Sofie Espersen      | Skuespiller               | Mads Vad          | Ude        |
| Nicolaj Kopernikus       | Skuespiller               | Viktoria Franova  | Ude        |
| Tommy Kenter             | Skuespiller               | Marianne Eihilt   | Ude        |
| Patrick Nielsen          | Bokser                    | Claudia Rex       | Andenplads |
| Sophie Fjellvang-Sølling | Skicross-løber            | Silas Holst       | Vindere    |

## Resultater
| Par                | Plads | 1/2 | 3  | 4  | 5  | 6  | 7  | 8       | 9       | 10       | 11       | 12           |
| ------------------ | ----- | --- | -- | -- | -- | -- | -- | ------- | ------- | -------- | -------- | ------------ |
| Sophie & Silas     | 1     | 23  | 26 | 32 | 31 | 37 | 31 | 30+4=34 | 33+4=37 | 32+35=67 | 33+40=73 | 39+38+40=117 |
| Patrick & Claudia  | 2     | 9   | 23 | 21 | 28 | 27 | 34 | 32+5=37 | 29+3=32 | 38+32=70 | 37+40=77 | 37+37+39=113 |
| Tommy & Marianne   | 3     | 18  | 29 | 26 | 28 | 30 | 31 | 23+2=25 | 33+2=35 | 30+35=65 | 37+36=73 |              |
| Nicolaj & Viktoria | 4     | 16  | 25 | 25 | 33 | 35 | 33 | 25+3=28 | 28+1=29 | 28+32=60 |          |              |
| Anne Sofie & Mads  | 5     | 25  | 20 | 28 | 26 | 18 | 39 | 28+6=34 | 33+5=38 |          |          |              |
| Kaya & Steen       | 6     | 21  | 15 | 28 | 24 | 28 | 31 | 24+1=25 |         |          |          |              |
| Ole & Karina       | 7     | 13  | 19 | 24 | 26 | 22 | 21 |         |         |          |          |              |
| Pia & Michael      | 8     | 12  | 15 | 13 | 19 | 16 |    |         |         |          |          |              |
| Hella & Tobias     | 9     | 18  | 16 | 15 | 22 |    |    |         |         |          |          |              |
| Al & Tine          | 10    | 10  | 17 | 12 |    |    |    |         |         |          |          |              |
| Thomas & Julie     | 11    | 23  | 13 |    |    |    |    |         |         |          |          |              |
| Eva & Anders       | 12    | 10  |    |    |    |    |    |         |         |          |          |              |

     indikerer parret, der fik førstepladsen
     indikerer parret, der fik andenpladsen
     indikerer parret, der var i bunden men gik videre
     indikerer parret, der blev stemt ud
Grønne tal indikerer de højeste point for hver uge
Røde tal indikerer de laveste point for hver uge

### Gennemsnit
| Plads ift. gennemsnit | Plads | Par                | Total | Antal danse | Gennemsnit |
| --------------------- | ----- | ------------------ | ----- | ----------- | ---------- |
| 1                     | 1     | Sophie & Silas     | 500   | 15          | 33.3       |
| 2                     | 2     | Patrick & Claudia  | 463   | 15          | 30.9       |
| 3                     | 3     | Tommy & Marianne   | 356   | 12          | 29.7       |
| 4                     | 4     | Nicolaj & Viktoria | 280   | 10          | 28.0       |
| 5                     | 5     | Anne Sofie & Mads  | 217   | 8           | 27.1       |
| 6                     | 6     | Kaya & Steen       | 171   | 8           | 24.4       |
| 7                     | 7     | Ole & Karina       | 125   | 6           | 20.8       |
| 8                     | 11    | Thomas & Julie     | 36    | 2           | 18.0       |
| 9                     | 9     | Hella & Tobias     | 71    | 4           | 17.8       |
| 10                    | 8     | Pia & Michael      | 75    | 5           | 15.0       |
| 11                    | 10    | Al & Tine          | 39    | 3           | 13.0       |
| 12                    | 12    | Eva & Anders       | 10    | 1           | 10.0       |

## Danse og sange

### Uge 1: Premiere
| Nummer | Par                            | Dans        | Musik                                    | Hübbe | Laxholm | Werner | Bendixen | Point | Resultat |
| ------ | ------------------------------ | ----------- | ---------------------------------------- | ----- | ------- | ------ | -------- | ----- | -------- |
| N/A    | De tolv professionelle dansere | Fællesdans  | Tightrope — Janelle Monáe                | N/A   | N/A     | N/A    | N/A      | N/A   | N/A      |
| 1      | Tommy & Marianne               | Vals        | Around the World — Nat King Cole         | 5     | 4       | 4      | 5        | 18    | Videre   |
| 2      | Patrick & Claudia              | Cha-cha-cha | Fuck You! — Cee-Lo Green                 | 2     | 2       | 2      | 3        | 9     | Videre   |
| 3      | Al & Tine                      | Vals        | Under the Bridges of Paris — Dean Martin | 3     | 3       | 2      | 2        | 10    | Videre   |
| 4      | Kaya & Steen                   | Cha-cha-cha | Light My Fire — Edmundo Ros              | 6     | 5       | 5      | 5        | 21    | Videre   |
| 5      | Eva & Anders                   | Vals        | I Go to Sleep — Sia                      | 3     | 3       | 2      | 2        | 10    | Omdans   |
| 6      | Anne Sofie & Mads              | Cha-cha-cha | On the Floor — Jennifer Lopez            | 7     | 6       | 6      | 6        | 25    | Videre   |
| N/A    | De resterende seks par         | Fællesdans  | I mine øjne — Rasmus Seebach             | N/A   | N/A     | N/A    | N/A      | N/A   | N/A      |

- I den første uge dansede kun seks af parrene om point fra dommere og seere. Parret, der fik lavest point, skulle i omdans ugen efter.[2]

### Uge 2
| Nummer | Par                    | Dans        | Musik                                 | Hübbe | Laxholm | Werner | Bendixen | Point | Resultat |
| ------ | ---------------------- | ----------- | ------------------------------------- | ----- | ------- | ------ | -------- | ----- | -------- |
| 1      | Sophie & Silas         | Vals        | Hurt — Christina Aguilera             | 5     | 6       | 6      | 6        | 23    | Videre   |
| 2      | Ole & Karina           | Cha-cha-cha | Rolling in the Deep — Adele           | 3     | 4       | 3      | 3        | 13    | Omdans   |
| 3      | Nicolaj & Viktoria     | Vals        | I Never Loved a Man — Aretha Franklin | 4     | 4       | 3      | 5        | 16    | Videre   |
| 4      | Pia & Michael          | Cha-cha-cha | Last Friday Night — Katy Perry        | 3     | 3       | 3      | 3        | 12    | Videre   |
| 5      | Hella & Tobias         | Vals        | Nocturne — Secret Garden              | 5     | 5       | 4      | 4        | 18    | Videre   |
| 6      | Thomas & Julie         | Cha-cha-cha | Red Dress — Sugababes                 | 6     | 6       | 6      | 5        | 23    | Videre   |
| N/A    | De resterende seks par | Fællesdans  | Jeg' i live — Burhan G                | N/A   | N/A     | N/A    | N/A      | N/A   | N/A      |

- I den anden uge skulle de seks par, der ikke fik point i den første uge, danse. Parret, der fik lavest point, skulle i omdans mod parret med de laveste point fra ugen før.[3]

#### Omdans for uge 1 og 2
| Nummer | Par          | Dans        | Musik                       | Resultat |
| ------ | ------------ | ----------- | --------------------------- | -------- |
| 1      | Eva & Anders | Vals        | I Go to Sleep — Sia         | Ude      |
| 2      | Ole & Karina | Cha-cha-cha | Rolling in the Deep — Adele | Videre   |

### Uge 3
| Nummer | Par                | Dans      | Musik                                              | Hübbe | Laxholm | Werner | Bendixen | Point | Resultat |
| ------ | ------------------ | --------- | -------------------------------------------------- | ----- | ------- | ------ | -------- | ----- | -------- |
| 1      | Anne Sofie & Mads  | Quickstep | A Little Less Conversation — Elvis Presley         | 5     | 5       | 5      | 5        | 20    | Videre   |
| 2      | Al & Tine          | Jive      | Pack Up — Eliza Doolittle                          | 4     | 5       | 4      | 4        | 17    | Videre   |
| 3      | Thomas & Julie     | Quickstep | Elskovspony — Johnny Deluxe                        | 4     | 3       | 3      | 3        | 13    | Ude      |
| 4      | Nicolaj & Viktoria | Jive      | Ain't Nobody Here But Us Chickens — Louis Jordan   | 7     | 6       | 6      | 6        | 25    | Videre   |
| 5      | Kaya & Steen       | Quickstep | Valerie — Amy Winehouse                            | 4     | 4       | 3      | 4        | 15    | Videre   |
| 6      | Sophie & Silas     | Jive      | Maniac — Michael Sembello                          | 6     | 6       | 7      | 7        | 26    | Videre   |
| 7      | Ole & Karina       | Quickstep | Umbrella — Rihanna                                 | 4     | 6       | 4      | 5        | 19    | Videre   |
| 8      | Hella & Tobias     | Jive      | Making Your Mind Up — Bucks Fizz                   | 3     | 4       | 4      | 5        | 16    | Videre   |
| 9      | Pia & Michael      | Quickstep | The Enemy — Nabiha                                 | 4     | 4       | 3      | 4        | 15    | Omdans   |
| 10     | Tommy & Marianne   | Jive      | Stuff Like That There — Bette Midler               | 7     | 7       | 8      | 7        | 29    | Videre   |
| 11     | Patrick & Claudia  | Quickstep | Diamonds Are a Girl's Best Friend — Marilyn Monroe | 6     | 4       | 6      | 7        | 23    | Videre   |

### Uge 4
| Nummer | Par                | Dans          | Musik                                  | Hübbe | Laxholm | Werner | Bendixen | Point | Resultat |
| ------ | ------------------ | ------------- | -------------------------------------- | ----- | ------- | ------ | -------- | ----- | -------- |
| 1      | Patrick & Claudia  | Mambo         | Mambo No. 5 — Lou Bega                 | 4     | 5       | 6      | 6        | 21    | Videre   |
| 2      | Nicolaj & Viktoria | Rock and roll | Delirious — Prince                     | 6     | 7       | 6      | 6        | 25    | Videre   |
| 3      | Anne Sofie & Mads  | Mambo         | Que Rico Mambo — Perez Prado           | 7     | 7       | 7      | 7        | 28    | Videre   |
| 4      | Hella & Tobias     | Rock and roll | Angels — The Baseballs                 | 3     | 4       | 4      | 4        | 15    | Videre   |
| 5      | Pia & René         | Mambo         | Cerezo Rosa — The Mambo Allstars       | 3     | 3       | 3      | 4        | 13    | Videre   |
| 6      | Al & Tine          | Rock and roll | Ballroom Blitz — Sweet                 | 3     | 3       | 3      | 3        | 12    | Ude      |
| 7      | Kaya & Steen       | Mambo         | Ran Kan Kan — Mambo Mambo Mambo        | 7     | 8       | 7      | 6        | 28    | Videre   |
| 8      | Tommy & Marianne   | Rock and roll | Good Golly Miss Molly — Little Richard | 6     | 6       | 7      | 7        | 26    | Videre   |
| 9      | Ole & Karina       | Mambo         | Papa Loves Mambo — Perry Como          | 6     | 6       | 6      | 6        | 24    | Omdans   |
| 10     | Sophie & Silas     | Rock and roll | Hot n Cold — Katy Perry                | 8     | 8       | 8      | 8        | 32    | Videre   |

- I den fjerde uge skulle de ti resterende par danse enten rock and roll eller mambo. Det er første gang, at de to danse har været en del af programmet.[4] Endvidere måtte Pia Allerslev danse med René Christensen, da hendes professionelle partner, Michael Olesen, blev indlagt med et voldsomt maveonde.[5]

### Uge 5
| Nummer | Par                | Dans    | Musik                                     | Hübbe | Laxholm | Werner | Bendixen | Point | Resultat |
| ------ | ------------------ | ------- | ----------------------------------------- | ----- | ------- | ------ | -------- | ----- | -------- |
| 1      | Kaya & Steen       | Slowfox | Set Fire to the Rain — Adele              | 6     | 6       | 6      | 6        | 24    | Videre   |
| 2      | Hella & Tobias     | Rumba   | If I Were a Boy — Beyoncé                 | 5     | 5       | 6      | 6        | 22    | Ude      |
| 3      | Ole & Karina       | Slowfox | Smile — Charlie Chaplin                   | 6     | 7       | 6      | 7        | 26    | Omdans   |
| 4      | Sophie & Silas     | Rumba   | Will You Love Me Tomorrow — The Shirelles | 8     | 7       | 8      | 8        | 31    | Videre   |
| 5      | Pia & René         | Slowfox | What Are Words — Chris Medina             | 4     | 5       | 5      | 5        | 19    | Videre   |
| 6      | Tommy & Marianne   | Rumba   | This Masquerade — Leon Russell            | 8     | 6       | 7      | 7        | 28    | Videre   |
| 7      | Patrick & Claudia  | Slowfox | Don't Worry, Be Happy — Bobby McFerrin    | 7     | 7       | 7      | 7        | 28    | Videre   |
| 8      | Nicolaj & Viktoria | Rumba   | She's the One — Robbie Williams           | 9     | 8       | 8      | 8        | 33    | Videre   |
| 9      | Anne Sofie & Mads  | Slowfox | Smuk og dejlig — Shit & Chanel            | 7     | 6       | 7      | 6        | 26    | Videre   |

- I den femte uge måtte Pia Allerslev fortsat danse med René Christensen, da hendes professionelle partner, Michael Olesen, endnu ikke havde kommet sig oven på forrige uges maveonde.[6]

### Uge 6
| Nummer | Par                | Dans             | Musik                                       | Hübbe | Laxholm | Werner | Bendixen | Point | Resultat |
| ------ | ------------------ | ---------------- | ------------------------------------------- | ----- | ------- | ------ | -------- | ----- | -------- |
| 1      | Pia & Michael      | Samba            | I Don't Feel Like Dancin' — Scissor Sisters | 4     | 4       | 4      | 4        | 16    | Ude      |
| 2      | Tommy & Marianne   | Argentinsk tango | Jeanne Y Paul — Astor Piazzolla             | 8     | 8       | 7      | 7        | 30    | Videre   |
| 3      | Patrick & Claudia  | Samba            | Gi' mig et smil — Wafande                   | 7     | 6       | 8      | 6        | 27    | Videre   |
| 4      | Ole & Karina       | Samba            | Freedom! '90 — George Michael               | 6     | 5       | 5      | 6        | 22    | Videre   |
| 5      | Nicolaj & Viktoria | Argentinsk tango | A Los Amigos — Forever Tango                | 9     | 9       | 9      | 8        | 35    | Videre   |
| 6      | Anne Sofie & Mads  | Samba            | Just the Way You Are — Bruno Mars           | 4     | 5       | 4      | 5        | 18    | Videre   |
| 7      | Sophie & Silas     | Argentinsk tango | Kicho — Sexteto Mayor                       | 9     | 9       | 10     | 9        | 37    | Videre   |
| 8      | Kaya & Steen       | Samba            | Regndans — Danseorkestret                   | 7     | 7       | 7      | 7        | 28    | Omdans   |

### Uge 7
| Nummer | Par                | Dans             | Musik                                | Hübbe | Laxholm | Werner | Bendixen | Point | Resultat |
| ------ | ------------------ | ---------------- | ------------------------------------ | ----- | ------- | ------ | -------- | ----- | -------- |
| 1      | Ole & Karina       | Argentinsk tango | Querer — Cirque du Soleil            | 4     | 5       | 6      | 6        | 21    | Ude      |
| 2      | Sophie & Silas     | Samba            | The Look — Roxette                   | 7     | 8       | 8      | 8        | 31    | Videre   |
| 3      | Kaya & Steen       | Argentinsk tango | A Orlando Goñi — Tango Xdos          | 8     | 8       | 7      | 8        | 31    | Videre   |
| 4      | Nicolaj & Viktoria | Samba            | Hip Hip Chin Chin — Club Des Belugas | 9     | 7       | 9      | 8        | 33    | Omdans   |
| 5      | Patrick & Claudia  | Argentinsk tango | Sin Rumbo — Otros Aires              | 9     | 8       | 9      | 8        | 34    | Videre   |
| 6      | Tommy & Marianne   | Samba            | Vou Recomecar — Gal Costa            | 8     | 8       | 8      | 7        | 31    | Videre   |
| 7      | Anne Sofie & Mads  | Argentinsk tango | El Huracan — Los Reyes Del Tango     | 10    | 10      | 10     | 9        | 39    | Videre   |

### Uge 8
| Nummer        | Par                | Dans      | Musik                                               | Hübbe | Laxholm | Werner | Bendixen | Point | Resultat |
| ------------- | ------------------ | --------- | --------------------------------------------------- | ----- | ------- | ------ | -------- | ----- | -------- |
| 1             | Anne Sofie & Mads  | Rumba     | I Just Can't Stop Loving You — Michael Jackson      | 7     | 7       | 7      | 7        | 28    | Videre   |
| 2             | Tommy & Marianne   | Quickstep | Chicago Ouverture — Hot Rolls Ragtime Band          | 6     | 6       | 5      | 6        | 23    | Videre   |
| 3             | Sophie & Silas     | Slowfox   | Broken Strings — James Morrison feat. Nelly Furtado | 7     | 8       | 7      | 8        | 30    | Videre   |
| 4             | Nicolaj & Viktoria | Quickstep | Shout and Feel It — Count Basie                     | 7     | 5       | 6      | 7        | 25    | Omdans   |
| 5             | Patrick & Claudia  | Rumba     | Colors of the Wind — Vanessa Williams               | 8     | 7       | 9      | 8        | 32    | Videre   |
| 6             | Kaya & Steen       | Jive      | Fut i fejemøget — John Mogensen                     | 6     | 6       | 6      | 6        | 24    | Ude      |
| Swing-maraton |                    |           |                                                     |       |         |        |          |       |          |
| N/A           | Kaya & Steen       | Swing     | Boogie Woogie Bugle Boy — The Andrews Sisters       | 1     | 1       | 1      | 1        | 1     | N/A      |
| N/A           | Tommy & Marianne   | Swing     | Boogie Woogie Bugle Boy — The Andrews Sisters       | 2     | 2       | 2      | 2        | 2     | N/A      |
| N/A           | Nicolaj & Viktoria | Swing     | Boogie Woogie Bugle Boy — The Andrews Sisters       | 3     | 3       | 3      | 3        | 3     | N/A      |
| N/A           | Sophie & Silas     | Swing     | Boogie Woogie Bugle Boy — The Andrews Sisters       | 4     | 4       | 4      | 4        | 4     | N/A      |
| N/A           | Patrick & Claudia  | Swing     | Boogie Woogie Bugle Boy — The Andrews Sisters       | 5     | 5       | 5      | 5        | 5     | N/A      |
| N/A           | Anne Sofie & Mads  | Swing     | Boogie Woogie Bugle Boy — The Andrews Sisters       | 6     | 6       | 6      | 6        | 6     | Vindere  |

- I den ottende uge dansede parrene én af deres individuelle danse. Derudover deltog de alle for første gang i programmets historie i et swing-maraton.[7]

### Uge 9
| Nummer            | Par                | Dans          | Musik                                                      | Hübbe | Laxholm | Werner | Bendixen | Point | Resultat |
| ----------------- | ------------------ | ------------- | ---------------------------------------------------------- | ----- | ------- | ------ | -------- | ----- | -------- |
| 1                 | Nicolaj & Viktoria | Cha-cha-cha   | Moves Like Jagger — Maroon 5 feat. Christina Aguilera      | 7     | 7       | 7      | 7        | 28    | Omdans   |
| 2                 | Anne Sofie & Mads  | Rock and roll | Vi maler byen rød — Birthe Kjær                            | 8     | 8       | 9      | 8        | 33    | Ude      |
| 3                 | Tommy & Marianne   | Cha-cha-cha   | The Game of Love — Santana feat. Michelle Branch           | 9     | 8       | 8      | 8        | 33    | Videre   |
| 4                 | Patrick & Claudia  | Rock and roll | Tutti Frutti — Little Richard                              | 6     | 7       | 8      | 8        | 29    | Videre   |
| 5                 | Sophie & Silas     | Cha-cha-cha   | Lost in the Fire — The Storm                               | 8     | 8       | 8      | 9        | 33    | Videre   |
| Fælles wienervals |                    |               |                                                            |       |         |        |          |       |          |
| N/A               | Nicolaj & Viktoria | Wienervals    | Holder øje med dig — Søs Fenger (Fortolket af Rasmus Nøhr) | 1     | 1       | 1      | 1        | 1     | N/A      |
| N/A               | Tommy & Marianne   | Wienervals    | Holder øje med dig — Søs Fenger (Fortolket af Rasmus Nøhr) | 2     | 2       | 2      | 2        | 2     | N/A      |
| N/A               | Patrick & Claudia  | Wienervals    | Holder øje med dig — Søs Fenger (Fortolket af Rasmus Nøhr) | 3     | 3       | 3      | 3        | 3     | N/A      |
| N/A               | Sophie & Silas     | Wienervals    | Holder øje med dig — Søs Fenger (Fortolket af Rasmus Nøhr) | 4     | 4       | 4      | 4        | 4     | N/A      |
| N/A               | Anne Sofie & Mads  | Wienervals    | Holder øje med dig — Søs Fenger (Fortolket af Rasmus Nøhr) | 5     | 5       | 5      | 5        | 5     | Vindere  |

- I den niende uge dansede parrene én af deres individuelle danse. Derudover var de alle på gulvet til en fælles wienervals.[8]

### Uge 10: Kvartfinale
| Nummer   | Par                                  | Dans      | Musik                         | Hübbe | Laxholm | Werner | Bendixen | Point | Resultat |
| -------- | ------------------------------------ | --------- | ----------------------------- | ----- | ------- | ------ | -------- | ----- | -------- |
| 1        | Tommy & Marianne                     | Slowfox   | Cheek to Cheek — Fred Astaire | 8     | 7       | 8      | 7        | 30    | Omdans   |
| 2        | Sophie & Silas                       | Quickstep | Nanna — Sebastian             | 8     | 8       | 8      | 8        | 32    | Videre   |
| 3        | Nicolaj & Viktoria                   | Mambo     | Perfidia — Mambo Mambo Mambo  | 6     | 7       | 7      | 8        | 28    | Ude      |
| 4        | Patrick & Claudia                    | Vals      | Amazing Grace — John Newton   | 10    | 9       | 10     | 9        | 38    | Videre   |
| Holdduel |                                      |           |                               |       |         |        |          |       |          |
| 1        | Tommy & Marianne Sophie & Silas      | Pasodoble | Dæmoner — Sanne Salomonsen    | 8     | 9       | 9      | 9        | 35    | N/A      |
| 2        | Nicolaj & Viktoria Patrick & Claudia | Pasodoble | Touch Me — Electric Lady Lab  | 7     | 8       | 8      | 9        | 32    | N/A      |

- I den tiende uge skulle parrene danse en individuel dans. De delte sig derefter i to hold med to par i hver, der hver især skulle danse en pasodoble.[9]

### Uge 11: Semifinale
| Nummer | Par                          | Dans     | Musik                           | Hübbe | Laxholm | Werner | Bendixen | Point | Resultat |
| ------ | ---------------------------- | -------- | ------------------------------- | ----- | ------- | ------ | -------- | ----- | -------- |
| 1      | Sophie & Silas               | Tango    | Raise Your Glass — Pink         | 8     | 8       | 8      | 9        | 33    | Videre   |
| 1      | Sophie & Silas               | Mambo    | Mambo a la Kenton — Perez Prado | 10    | 10      | 10     | 10       | 40    | Videre   |
| 2      | Patrick & Claudia            | Tango    | Disturbia — Rihanna             | 9     | 9       | 9      | 10       | 37    | Videre   |
| 2      | Patrick & Claudia            | Jive     | Smiley Faces — Gnarls Barkley   | 10    | 10      | 10     | 10       | 40    | Videre   |
| 3      | Tommy & Marianne             | Tango    | Say It Right — Nelly Furtado    | 10    | 9       | 9      | 9        | 37    | Ude      |
| 3      | Tommy & Marianne             | Mambo    | Mambo Italiano — Dean Martin    | 9     | 9       | 9      | 9        | 36    | Ude      |
| N/A    | Christiane Schaumburg-Müller | Showdans | Jungle Fever — Stevie Wonder    | N/A   | N/A     | N/A    | N/A      | N/A   | N/A      |

### Uge 12: Finale
| Nummer | Rækkefølge         | Dans        | Musik                                                | Hübbe | Laxholm | Werner | Bendixen | Point | Resultat   |
| ------ | ------------------ | ----------- | ---------------------------------------------------- | ----- | ------- | ------ | -------- | ----- | ---------- |
| 1      | Patrick & Claudia  | Quickstep   | Diamonds Are a Girl's Best Friend — Marilyn Monroe   | 9     | 9       | 9      | 10       | 37    | Andenplads |
| 2      | Sophie & Silas     | Vals        | Hurt — Christina Aguilera                            | 10    | 10      | 10     | 9        | 39    | Vindere    |
| 1      | Patrick & Claudia  | Cha-cha-cha | Playmate to Jesus — Aqua                             | 9     | 9       | 10     | 9        | 37    | —          |
| 2      | Sophie & Silas     | Cha-cha-cha | Playmate to Jesus — Aqua                             | 9     | 9       | 10     | 10       | 38    | —          |
| 1      | Patrick & Claudia  | Freestyle   | Eye of the tiger — Survivor og Real in Rio — Rio     | 9     | 10      | 10     | 10       | 39    | Andenplads |
| 2      | Sophie & Silas     | Freestyle   | Hej for dig — Ole Neumann og Hot Honey Rag — Chicago | 10    | 10      | 10     | 10       | 40    | Vindere    |
| —      | De ti udstemte par | Fællesdans  | TriumF — Outlandish                                  | —     | —       | —      | —        | —     | —          |

- I den tolvte uge dansede parrene den standarddans, som de havde klaret sig dårligst i, en cha-cha-cha med og mod hinanden og en freestyle frit sat sammen af parrene selv.